# Rotacijska tijela
Rotacijska tijela su tijela koje opisuje definirana krivulja rotacijom oko neke osi.
Primjeri rotacijskih tijela su kugla (nastala rotacijom polukruga oko promjera), polukugla (rotacijom četvrtine kugle oko polumjera), stožac (rotacijom pravokutnog trokuta oko katete), valjak (rotacijom pravokutnika oko jedne stranice) ili prsten iz svakodnevnog života (nastao rotacijom polukruga oko pravca paralelnog s njegovim promjerom).
Važna formula za određivanje volumena rotacijskih tijela je tzv. Guldinov (ili Pappusov) teorem, koji kaže da je volumen rotacijskog tijela nastalog rotacijom lika oko osi koja to tijelo ne siječe jednak umnošku površine lika s duljinom luka kružnice koju pri jednom okretu opisuje težište tog lika.